# Hisor
Hisor (en tadjik Ҳисор), également appelé Hissar ou Gissar (d'après le russe Гиссар) est une ville de l'ouest du Tadjikistan, située à plus ou moins 15 km à l'ouest de Douchanbé. 
La ville est le chef-lieu du district de Hisor, de la région de Subordination républicaine. Son altitude est de 799-824 mètres. Elle est entourée de hautes montagnes (Monts Gissar au nord, Babatag et Monts Aktau au sud) . La rivière Khanaka, tributaire du Kofarnikhon baigne la cité. 
En 2002, la ville avait une population de 22 961 habitants, composée de 81,6 % de Tadjiks, de 12,3 % d'Ouzbeks, de 3,6 % de Russes, et de 2,5 % d'autres peuples.
Une gare est présente.